# Notoceras bicorne
Notoceras es un género monotípico de plantas fanerógamas de la familia Brassicaceae. Comprende nueve especies descritas y de estas, solo una aceptada. Su única especie: Notoceras bicorne es originaria de la región saharo-síndica.

## Descripción
Tiene tallos ramificados, reptantes o ascendentes, de hasta 30 cm de longitud, que nacen de una cepa algo lignificada en la fructificación. Hojas de hasta 25(30) × 4 mm, estrechamente lanceoladas o linear-lanceoladas, gradualmente atenuadas en la base. Racimos compactos que se alargan en la fructificación. Pedicelos 1,5-2 mm en la fructificación, tan anchos como los frutos, frecuentemente teñidos de púrpura. Sépalos 1,2-1,6 mm. Pétalos, en ocasiones, ligeramente desiguales; los mayores de 2 mm, que apenas sobrepasan a los sépalos. Los frutos son silicuas erectas, adpresas, de hasta 10(12) × 1,7(2) mm; cuernos de 1 mm, más largos que el estilo. Semillas de 1,2 mm, oblongas, con la superficie finamente rugosa, de un marrón rojizo.

## Distribución y  hábitat
Se encuentra en los pastos terofíticos secos sobre todo tipo de substratos, con frecuencia algo ruderalizados; a una altitud de 0-650 metros en la región saharo-síndica –desde Marruecos al Pakistán– extendiéndose al S de la región mediterránea y a Canarias.

## Taxonomía
Notoceras bicorne fue descrita por (Aiton) Amo y publicado en Fl. Fan. Peníns. Ibérica 6: 536 (1873)
Citología
Número de cromosomas de Notoceras bicorne (Fam. Cruciferae) y táxones infraespecíficos:  2n=22
Etimología
Notóceras: nombre genérico que deriva del griego nôton = "espalda, dorso"; y kéras = "cuerno". Por el cuerno apical de las silicuas.
bicorne: epíteto latino que significa "con dos cuernos".
Sinonimia
- Diceratium prostratum Lag.
- Erysimum bicorne Aiton
- Notoceras canariense R.Br.
- Notoceras hispanicum DC.	[5]

## Nombres comunes
- Castellano: trébol reventón.[6]